# Ефимова, Эмма Корнеевна
Эмма Корнеевна Ефимова (28 сентября 1931, Москва — 21 июля 2004) — советская фехтовальщица-рапиристка, многократная чемпионка мира. Заслуженный мастер спорта СССР (1959).
Родилась в Москве. В 1956 году приняла участие в Олимпийских играх в Мельбурне, но неудачно, зато стала обладательницей золотой медали чемпионата мира. На чемпионате мира 1958 года завоевала золотую и серебряную медали, на чемпионате мира 1959 года повторила этот результат.